# Isaac Bolívar
Isaac Bolívar Hernández (Medellín, 9 mei 1991) is een Colombiaans wielrenner.

## Overwinningen
2011
6e etappe Ronde van Colombia, Beloften
2012
5e etappe Ronde van Guatemala
Jongerenklassement Ronde van Rio de Janeiro
2013
 Colombiaans kampioen tijdrijden, Beloften

## Ploegen
- 2011 –  Gobernación de Antioquia-Indeportes Antioquia
- 2012 –  EPM-UNE
- 2014 –  UnitedHealthcare Pro Cycling Team
- 2015 –  UnitedHealthcare Pro Cycling Team